# Шукач пригод
«Шукач пригод» (англ. The Adventurer) — американська короткометражна комедія режисера Чарльза Чапліна 1917 року.

## Сюжет
Головний герой картини — ув'язнений, який втік з каторги. Тікаючи від загону поліцейських, він проробляє каскад грандіозних трюків: то закопується в пісок, то скидає переслідувачів з обриву. Нарешті він кидається в море, де позбавляється від арештантської уніформи. Його увагу привертають крики потопаючих. Він кидається на допомогу і рятує дівчину і її нареченого, проте сам мало не гине. Прокидається він у будинку дівчини, знайомиться з її батьками, однак вступає в конфлікт з її нареченим. Той, побачивши фотографію втікача в газеті, викликає поліцію. Починається метушня.

## У ролях
- Чарльз Чаплін — втікач
- Една Первіенс — дівчина
- Ерік Кемпбелл — наречений
- Генрі Бергман — батько
- Альберт Остін — дворецький
- Марта Ґолден — мати
- Мей Вайт — жінка
- Френк Коулман